# Elefantin paino
Elefantin paino – singel fińskiej piosenkarki Ellinoory wydany 9 września 2016 roku przez Warner Music Finland. Utwór został umieszczony na jedynym albumie studyjnym piosenkarki – Villi lapsi, który został wydany 16 września. Singel został odnotowany na drugim miejscu fińskiej listy przebojów.

## Lista utworów
- Digital download (9 września 2016)[1]

1. „Elefantin paino” – 4:35

## Teledysk
Teledysk do utworu wyreżyserowany przez Juhę Ilmara Laine’a został opublikowany 23 listopada 2016 roku.

## Wydanie
Singel został wydany 9 września 2016 roku przez Warner Music Finland, a 16 września został umieszczony na jedynym albumie studyjnym piosenkarki – Villi lapsi.

## Pozycje na listach
| Państwo   | Lista (2016)   | Najwyższa pozycja |
| --------- | -------------- | ----------------- |
| Finlandia | Top 20 Singles | 2                 |